# Stara Łomża
Stara Łomża – ściśle część wsi Zawady w województwie podlaskim, w powiecie łomżyńskim, w gminie Łomża.
Aczkolwiek nazwa Stara Łomża odnosi się historycznie do jednej wsi pod Łomżą, między jej aktualną a pierwotną (wczesnośredniowieczną) lokacją, współcześnie nazwa ta pokrywa się ze skupiskiem osadniczym podzielonym administracyjnie na trzy jednostki: wieś Stara Łomża nad Rzeką (260 mieszkańców), wieś Stara Łomża przy Szosie (140 mieszkańców) oraz Zawady (jako część wsi). Ta ostatnia stanowiła na początku lat 1970. wspólne sołectwo z Zosinem o nazwie Zosin-Stara Łomża.

## Historia Starej Łomży
Historia Starej Łomży jest ściśle związana z historią Łomży, gdyż to właśnie na terenie aktualnej wsi założono w IX w. luźną, otwartą osadę. W pierwszej połowie XI w. powstaje gródek typu cyplowego, który ulega pożarowi w ostatniej dekadzie tego wieku.
Gród zostaje odbudowany dopiero w połowie XII w. z ponowną fortyfikacją terenu i budową wieży pośrodku oraz dwóch wałów podgrodzia. Położenie grodu wskazuje wyraźnie na jego charakter obronny. Od północnego wschodu zabezpiecza go nie tylko rzeka Narew, ale także szeroka i bagnista jej dolina. Pozostałością po grodzisku jest tzw. Góra Królowej Bony. Do dziś zachowały się tam pozostałości wałów ziemnych otaczających gród.
Na sąsiednim wzniesieniu zwanym Wzgórzem Świętego Wawrzyńca miał stać kościół parafialny wybudowany, według Kroniki Spengeberga, przez świętego Brunona z Kwerfurtu, około 1000 roku. Święty ten, niosąc wiarę chrześcijańską pogańskim ludom na pograniczu prusko-jaćwieskim, poniósł męczeńską śmierć w 1009 r. zaledwie 20 km na wschód od tego miejsca, w okolicach dzisiejszej Wizny. Prawdziwości tej legendy dowodzą wykopaliska archeologiczne, przeprowadzone na wzgórzu. Potwierdzają one, że w tym miejscu stał pierwszy kościół chrześcijański na Północnym Mazowszu. W krypcie odnaleziono wczesnośredniowieczne szczątki bogato ubranego duchownego.
W tym okresie powstał również kościół św. Piotra, który był umiejscowiony na terenie wsi Stara Łomża. Według ww. Kroniki Spengeberga w XII wieku za Bolesława Kędzierzawego powstaje gród książąt mazowieckich ulokowany na jednym ze wzgórz w późniejszej lokalizacji miasta Łomży.
Około 1250 r., w czasie jednego z najazdów, książę litewski Trojden złupił i spalił gród łomżyński. Łomża nie pojawiała się w dokumentach pisanych do końca XIV w. Po unii polsko-litewskiej zmniejsza się znacznie niebezpieczeństwo ciągłych najazdów od strony wschodniej granicy. Sprzyja to rozwojowi osadnictwa, przenoszeniu i lokacji miast na prawie niemieckim. Grody tracą swój charakter obronny, a podgrodzia nabierają większego znaczenia jako centra handlowo-gospodarcze. Położenie podgrodzia łomżyńskiego było niezbyt dogodne i dlatego Łomża zostaje przeniesiona na nowe miejsce, umożliwiające jej lepszy rozwój i wytyczenie prostopadłych ulic, w okolice założonego w XII w. zamku książąt mazowieckich.
Nowa lokacja Łomży o 5 km na zachód w dół rzeki następuje w ostatnich dekadach XIV w. Już w 1392 r. na Popowej Górze zostaje wybudowany kościół NMP i świętych Rozesłańców. W 1410 r. zostaje tu przeniesiona parafia. Jest to dowodem na to, że nowe miejsce było już zasiedlone i zabudowane. Dawne podgrodzie otrzymuje wówczas nazwę Starej Łomży, która występuje w najstarszym rejestrze okolicznych wsi z 1410 roku.
W tej miejscowości urodził się ks. bp Maciej ze Starej Łomży – kanonik lwowski, pisarz na dworze Kazimierza Jagiellończyka, biskup kamieniecki, chełmski (od 19 marca 1484 r.).